# あおい有紀
あおい 有紀（ - ゆき、1974年9月27日- ）は日本のフリーアナウンサー。
アナウンサー・MC・レポーター等と共に、フードアナリスト協会の食のなでしこグランプリのコンテストに入賞し一級フードアナリスト・利き酒師・日本箸教育講師などの資格を持ち、食や酒関連の仕事まで幅を広げて活躍している。
ソニー・ミュージックアーティスツを経て、現在はビッグベン所属。独身。

## 来歴・人物
兵庫県神戸市出身。兵庫県立北須磨高等学校を経て私立関西外国語大学卒業。
新卒で航空会社の地上職として関西国際空港に勤務し、その後フリーアナウンサーへ転職。 情報プレゼンターとくダネ！内で2018年3月まで11年半、生CMのパーソナリティーをつとめ、 現在は日本の食や和酒の魅力、食事マナーの発信を積極的に行い、大切さ、楽しみ方を国内外へ伝えている。フィールドワークを信条とし、全国の酒蔵や田んぼに300回以上足を運び取材している。
酒蔵ツアーや日本文化×日本酒のコラボイベント、様々な国籍の料理×日本酒のマリアージュイベントなどの企画・主催をはじめ、日本酒・焼酎コラム連載、全国各地での講演、セミナー講師、トークショー、ファシリテーター、イベント司会多数。
日本酒・梅酒のコンテスト審査員も毎年務める。Club Gastronomic Sake主宰。
食べあるキング　日本酒・焼酎担当
日本酒造青年協議会　酒サムライに叙任。日本酒蔵ツーリズム推進協議会　民間委員
【資格】きき酒師、焼酎きき酒師、WSET　Level3(International Higher Certificate in Wines and Spirits)、
一級フードアナリスト、日本箸教育講師、葬祭カウンセラー、儀典オーガナイザー、色彩検定2級　等
趣味は、旅行、食べ飲み歩き、和太鼓、詩吟、落語観賞、ホットヨガ、ピアノ演奏。

## 活動

### 初期
- 土･日曜競馬実況中継 - パドック司会（ラジオ日本）
- 中央競馬大作戦 - アシスタント（ラジオ日本）
- ヨッシーず ないと?! ~週末はパラダイス - アシスタント（ラジオ日本）
- 月刊ジェフくら[2]（千葉テレビ）
- Jリーグ中継 - ピッチ・レポーター（千葉テレビ）
- ハンドボール高校総体決勝戦 - レポーター（千葉テレビ）

### 以降
- ニュースの深層（2006年10月〜2009年4月）の出演に伴い、競馬中継やスポーツ番組を卒業。
- 朝日ニュース - キャスター（朝日ニュースター）
- フリーJ - ナレーション（朝日ニュースター）
- 参院選報道特番 - レポーター（朝日ニュースター）
- 情報ファイル - レポーター（朝日ニュースター）
- 賢者の選択Turning Point （〜2011年3月）[3] - レポーター（BS-TBS)
- 池袋ウエストフードパーク - レポーター（スカパー!プレミアムサービス）
- 街道てくてく旅 - レポーター(NHKデジタル衛星ハイビジョン)（2006年4月7日）
- 週刊からふるニュース（湘南地域情報番組）- キャスター（J:COM 湘南）
- パステルタイム（藤沢市役所公報番組）- レポーター・ナレーション（J:COM 湘南）
- もっと知りたい保土ヶ谷（兼保土ヶ谷区役所ビデオ）- レポーター・ＮＡ（横浜ケーブルビジョン）
- マイタウン市川（市川市役所公報番組）- キャスター・レポーター（市川CATV）
- ナイスルッキング（モデルルーム、お店情報）- レポーター（YOUテレビ）
- みなとみらい線でいこう - レポーター（神奈川県内CATV）
- 見どころ味どころすみだ（食べ物）- レポーター（さくらCATV）
- 美女か野獣 - ナレーション（フジテレビ）
- 唯我独音（インディーズ音楽）- ナレーション（MXTV・スペースシャワーTV）
- Fashion TV F*mode - ナレーション（スペースシャワーTV）
- Lunch@Yokohama - レポーター（横浜ケーブルビジョン）

### CM
- 情報プレゼンターとくダネ!の花王製品の生CM[4] -（フジテレビ）（2006年10月9日 - 2018年3月16日）
- 外断熱マンション - インフォマーシャル（朝日ニュースター）
- 文芸社 新春ドラマスペシャル（テレビ朝日）
- 佐藤製薬 ユンケル - ラジオCMナレーション（全国AM・FM）

### 社内放送
- MCnavi - キャスター・ナレーション（三菱商事社内TV）
- 中外製薬 - キャスター（社内衛星放送）
- エーザイ - キャスター（社内衛星放送）

### 食関連
- 「和酒ソムリエ あおい有紀のアナウン酒サロン☆」日本酒の会 主催
- 「SAKE 日和♪」日本酒カクテル＆日本酒の会 月1ペースで主催
- 「横浜中華街 美食節」和＆中華料理＆日本酒のコラボイベント主催
- 「レストランアイで　フレンチ＆東北日本酒の会」主催
- 「東北和牛と日本酒を楽しむチャリティーイベント」主催
- 「フレンチ血糖値ダイエットセミナー」戸田晴実と主催
- 「イタリアン血糖値ダイエットセミナー」戸田晴実と主催
- 「東京ウリのある美味しいお店390選」表紙、巻頭ページ、対談など川崎麻世と（サイゾー増刊号）
- 「焼酎 至福の67本」私のお勧め焼酎紹介（食楽 2009年10月号 徳間書店）
- 「ハイボールで楽しむ本格焼酎」対談（食楽 2010年9月 徳間書店）
- 「女性客をつかむコツ」対談（飲食店経営 2009年12月号 商業界）
- 「ゴルフ＋日本酒はいかが？」コラム（choice 2010年2月号 ゴルフダイジェスト社）
- 「通への道」日本酒コラム（PAVONE 2010年1月発行）
- 「絶品ホルモン道」お薦め店紹介（エイ出版 ムック 2010年7月）
- 「究極の手みやげ」日本酒お薦め店紹介（エイ出版 ムック 2010年12月）
- 「あおい有紀のライフスタイル」表紙＆特集記事（日本フードアナリスト協会 会報誌 “サバラン”）
- 「お酒と料理の相性提案　調査、対談」（FBO会報誌　巻頭特集）
- 「あおい有紀のアナウン酒サロン☆」記事（日刊スポーツ 2010年）
- 「10月1日は日本酒の日」記事（日刊スポーツ 2010年10月1日）
- 「マッコリカクテル人気の理由」記事（講談社 おとなの週末 2011年9月）
- 「マッコリブームの訳」- フジテレビ（めざまし土曜日）にて解説。
- 「秋の夜長に日本酒を楽しむ方法」渋谷FM - 番組内コーナーにて解説。
- 「横浜中華街　美食節　メニューコンテスト」- 審査員
- 「S1サーバーグランプリ」- 全国大会審査員
- 「スローフードジャパン　燗酒コンテスト」- 審査員
- 「ヱスビー食品|S＆B スパイス＆ハーブレシピコンテスト」- 審査員
- 「天満天神　梅酒大会」審査員
- 「懐石料理と日本酒の宴」六本木ヒルズクラブの会員様向けイベント。
- 百味庵にて日本酒と料理を頂きながら、相性、楽しみ方など話をさせていただく。
- 「食空間をデザインする」東京栄養食糧専門学校７０周年イベントにて講演。
- 「お客様に笑顔を」　金沢まいもん寿司社員研修にて講師。
- 「伝えることの楽しさ・難しさ」フードメディアプランナー養成大学講師。
- ネスレ - イベント、トークショー司会
- 「Oisix N1サミット（農家オブザイヤー 2009〜2010）」基調講演、表彰式司会
- 「JAPAN　RESTAURANT WEEK 2010」- オープニングレセプション司会
- 喜多方ラーメン坂内 新業態 - プロデュース
- クリスピークリームドーナツ - プロデュース
- 飲食店、お酒の提案、プロデュース
- 『日本文化の伝統美を伝える』イベントにて、日本酒カクテル提供、PR（恵比寿QEDクラブ）
- 中国ビジネス、華僑の方々が集まるパーティーにて、日本酒PR（六本木エルガーデン）
- クルージングパーティーにて、日本酒PR.

### 受賞歴
- 2010年度「食のなでしこ」準グランプリ

### その他
- 「会社四季報で分かる！株式投資分析法」司会　（SBIホールディングス オンラインセミナー）
- クローバー「目指せ！資格・就職転職チャンネル」- ナビゲーター BB station（ブロードバンドメディアステーション）
- クローバートークショー、記者会見司会

貴乃花親方、島倉千代子、神田うの、葉加瀬太郎、高島礼子、未唯、長澤まさみ、森山直太朗、高橋克実、鳥居かほり、石田純一、小山薫堂、服部幸應、田崎真也、狐野扶美子（料理クリエーター）、牧野裕（プロゴルファー）、青森県知事、鹿児島県知事、酒蔵の方々など
- クローバー「角田信朗　魂の旅」鹿児島・甑島取材（日刊スポーツ）